# Вуд-Риџ (Њу Џерзи)
Вуд-Риџ (енгл. Wood-Ridge) град је у америчкој савезној држави Њу Џерзи.

## Демографија
По попису из 2010. године број становника је 7.626, што је 18 (-0,2%) становника мање него 2000. године.
| Група             | 2000.         | 2010.         |
| Белци             | 6.562 (85,8%) | 5.898 (77,3%) |
| Афроамериканци    | 64 (0,8%)     | 109 (1,4%)    |
| Азијати           | 384 (5,0%)    | 544 (7,1%)    |
| Хиспаноамериканци | 556 (7,3%)    | 1.000 (13,1%) |
| Укупно            | 7.644         | 7.626         |